# Königreich Litauen
Das Königreich Litauen (litauisch Lietuvos Karalystė) war eine kurzlebige konstitutionelle Monarchie, die zum Ende des Ersten Weltkrieges auf dem Gebiet des vom Deutschen Kaiserreich besetzten Litauens gegründet wurde. Der Litauische Staatsrat erklärte am 16. Februar 1918 die Unabhängigkeit Litauens, war jedoch aufgrund der anhaltenden Präsenz deutscher Truppen nicht in der Lage, eine Regierung, eine funktionierende Polizei oder andere Staatsorgane zu bilden. Von deutscher Seite wurden Überlegungen angestellt, die eine Eingliederung Litauens als Teil Preußens in das Deutsche Reich vorsahen. Der Litauische Staatsrat und andere national gesinnte Litauer widersetzten sich dieser Idee und hofften, die Unabhängigkeit Litauens durch die Schaffung einer eigenen konstitutionellen Monarchie mit einem König aus einem deutschen Fürstenhaus zu bewahren. Am 4. Juni 1918 stimmte das Präsidium des Staatsrats dafür, die litauische Krone dem deutschen Adligen Wilhelm Karl von Urach anzubieten. Herzog Wilhelm nahm die Wahl im Juli 1918 an und gab sich den Namen Mindaugas II. in Anlehnung an Mindaugas I., der als erster König Litauens gilt. Seine Wahl führte zu Kontroversen, entzweite den Rat und erzielte nicht die gewünschten Ergebnisse. Herzog Wilhelm besuchte in seiner kurzen formalen Regentschaft Litauen nie. Kurz vor Kriegsende und vor der Novemberrevolution widerrief der Litauische Staatsrat am 2. November 1918 seine Entscheidung, Herzog Wilhelm einzuladen, und beendete damit dessen kurze Regierungszeit, die ohnehin de facto nur auf dem Papier existiert hatte.

## Vorgeschichte

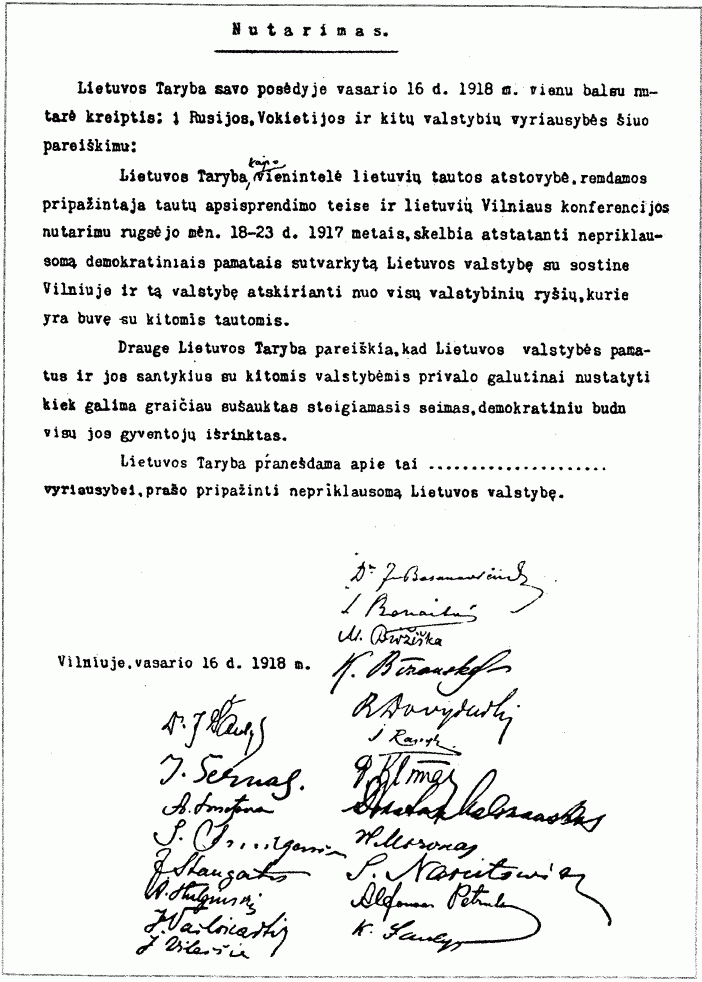
Die Litauische Unabhängigkeitserklärung vom 16. Februar 1918

Nach der dritten Teilung Polen-Litauens 1795 gehörte Litauen zum Russischen Kaiserreich. Während des Ersten Weltkrieges eroberte das Deutsche Kaiserreich die westlichen Gebiete Russlands, darunter auch Litauen. Nach der Russischen Revolution von 1917 konzipierte Deutschland die geopolitische Strategie für Mitteleuropa, ein regionales Netzwerk von Satellitenstaaten, die als Pufferzone dienen würden. Die Deutschen erlaubten die Organisation der Konferenz von Vilnius in der Hoffnung, dass sich das Litauische Volk von Russland lossagen und „enge Beziehungen“ mit Deutschland eingehen würde. Im September 1917 wählte die Konferenz einen 22-köpfigen Litauischen Rat und gab ihm die Befugnisübertragung, mit den Deutschen über die Unabhängigkeit Litauens zu verhandeln. Für die kommenden Verhandlungen über den Friedensvertrag von Brest-Litowsk waren die Deutschen vorbereitet und warteten auf eine Erklärung von den Litauern, dass sie eine „feste und dauerhafte Allianz“ mit Deutschland wollen. Eine solche Erklärung wurde vom Litauischen Rat am 11. Dezember 1917 angenommen. Allerdings entzweiten diese Konzessionen den Rat und erhielt immer noch nicht die Anerkennung aus Deutschland. Deshalb nahm der Rat am 16. Februar 1918 die Litauische Unabhängigkeitserklärung an. Der Rat verzichtete auf jede Erwähnung von Bündnissen mit Deutschland und erklärte die „Beendigung aller staatlichen Beziehungen, die dieser Staat früher zu anderen Nationen unterhielt“. Am 3. März 1918 unterzeichneten das Deutsche Reich und die Russische Sozialistische Föderative Sowjetrepublik den Friedensvertrag von Brest-Litowsk, in dem die Baltischen Staaten zum deutschen Interessengebiet erklärt wurden und Russland auf jeglichen Anspruch in diesem Gebiet verzichtete. Am 23. März 1918 erkannte Deutschland das unabhängige Litauen auf Grundlage der Erklärung vom 11. Dezember formell an. Allerdings war das Land immer noch von deutschen Truppen besetzt, der Rat verfügte immer noch nicht über eine tatsächliche Macht und wurde von den Deutschen nur als Beirat behandelt.

## Wahl

### Kandidaten

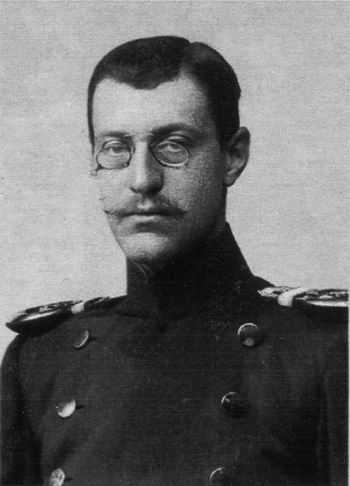
Wilhelm Karl von Urach (um 1918)

Das militärische Kommando von Ober Ost bat den deutschen Kaiser und preußischen König Wilhelm II., „die großherzogliche Krone selbst zu nehmen“. Dies hätte eine Personalunion zwischen Preußen und Litauen geschaffen. Ein alternativer Vorschlag war die Wahl von Wilhelms jüngstem Sohn Prinz Joachim von Preußen. Diese Pläne zur Erweiterung des bereits dominanten protestantischen Königreichs Preußen wurden von den Königreichen Sachsen und Bayern abgelehnt. Sachsen schlug stattdessen Friedrich Christian von Sachsen, den zweitältesten Sohn von König Friedrich August III. vor. Dieser Vorschlag beruhte auf historischen Verbindungen zwischen Sachsen und Litauen: Dem Haus Wettin entstammten zwischen 1697 und 1763 bereits drei Könige Polen-Litauens. Eine Anzahl anderer Kandidaten wurde ebenfalls berücksichtigt. Diese Pläne wurden von den Litauern als Bedrohung ihrer Unabhängigkeit gesehen. Diese Ansicht wurde nach einem Treffen der deutschen Beamten am 19. Mai bestätigt, wo Konventionen für die „feste und dauerhafte Allianz“ und stark begrenzte Autonomie für die Litauer diskutiert wurden.
Die Idee, eine konstitutionelle Monarchie zu gründen und einen Kandidaten einzuladen, der sich für die Unabhängigkeit Litauens einsetzten würde, wurde weiterentwickelt. Das Präsidium des Litauischen Rates stimmte am 4. Juni 1918 vertraulich dafür, eine erbliche Monarchie zu etablieren und Herzog Wilhelm Karl von Urach einzuladen. Herzog Wilhelm wurde von Matthias Erzberger vorgeschlagen, der mit Litauern in der Schweiz gearbeitet hatte. Über seine Kandidatur wurde seit spätestens März 1918 diskutiert. Herzog Wilhelm schien der perfekte Kandidat zu sein, da er katholischen Glaubens war, kein Thronfolger des Königreichs Württemberg aufgrund der morganatischen Ehe seines Großvaters war, keine engen Beziehungen zu den Hohenzollern unterhielt und keine Verbindungen nach Polen hatte. Aufgrund der vom deutschen Militär aufgestellten Hindernisse wurde das Treffen der litauischen Delegation mit Herzog Wilhelm in Freiburg im Breisgau bis zum 1. Juli verzögert. Herzog Wilhelm und sein ältester Sohn (als Thronfolger) nahmen das Angebot ohne Bedingungen an. Am 11. Juli votierte der Litauische Rat (13 dafür, 5 dagegen und 2 Enthaltungen) mehrheitlich für die Etablierung der Monarchie. Am 12. August schickte der Rat eine formelle Einladung an Herzog Wilhelm, um König Mindaugas II. von Litauen zu werden.

### Bedingungen

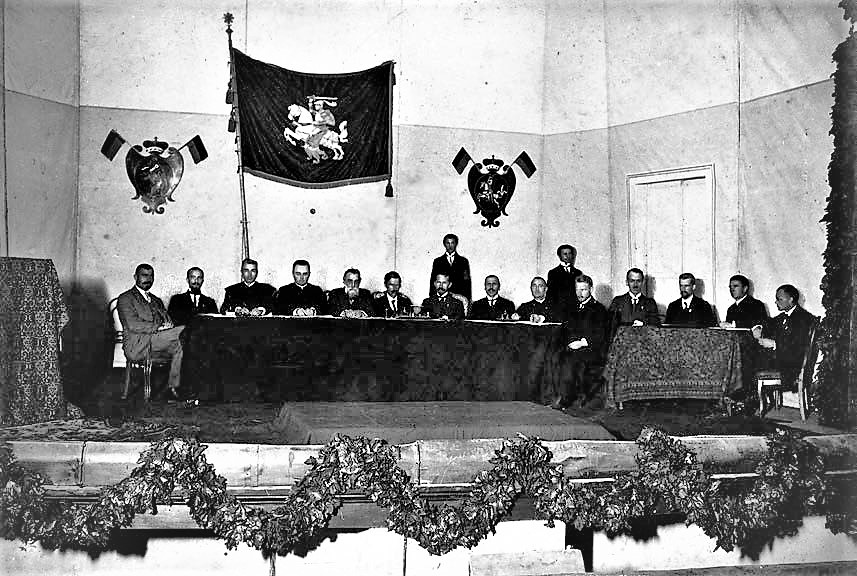
Präsidium und Sekretariat der Vilnius-Konferenz von 1917

Herzog Wilhelm wurde ein Zwölf-Punkte-Vorschlag vorgelegt, der den Pacta conventa glich. Der Monarch hatte die Macht, die Minister zu ernennen, durch seine Unterschrift Gesetze in Kraft zu setzen und Gesetzesinitiativen im Parlament einzubringen. Zu Ministern konnten Litauer gewählt werden und diese Minister waren dem Parlament gegenüber berichtspflichtig. Der König war durch die Verfassung angehalten, die Unabhängigkeit und territoriale Integrität von Litauen zu schützen sowie die religiöse Toleranz zu bewahren. Ohne die Zustimmung des Parlaments durfte er nicht Herrscher eines anderen Staates werden. Die litauische Sprache war als offizielle Staats- und Gerichtssprache zu verwenden, eine Sonderbestimmung, um die Anzahl der Ausländer am königlichen Hof zu begrenzen und eventuell auch vom Hof auszuschließen. Der Monarch und seine Familie waren verpflichtet, sich in Litauen aufzuhalten und nicht mehr als zwei Monate im Jahr im Ausland zu verbringen. Seine Kinder waren in Litauen zu unterrichten und zu erziehen. Im Grunde verhängten die Litauer „Wahl-Ethnizität“. Es wurde berichtet, dass Herzog Wilhelm mit dem Erlernen der litauischen Sprache und dem Studieren der litauischen Geschichte und Bräuche begann; dennoch besuchte er Litauen niemals.
Einige Autoren nannten diese Bedingungen eine Verfassung, aber dies ist formal nicht korrekt. Der litauische Jurist Mykolas Römeris nannte dies einen „Embryo einer Verfassung“, diese Bedingungen waren sehr einfach gehalten und ein vorübergehender Rahmen, der sich zu einer Verfassung entwickelt hätte, wenn die Monarchie nicht abgeschafft worden wäre. Ein Projekt für eine vollständige Verfassung wurde später in deutschen Archiven gefunden, aber er wurde nie vom Litauischen Rat diskutiert und blieb so nur ein Entwurf.

### Nach der Wahl

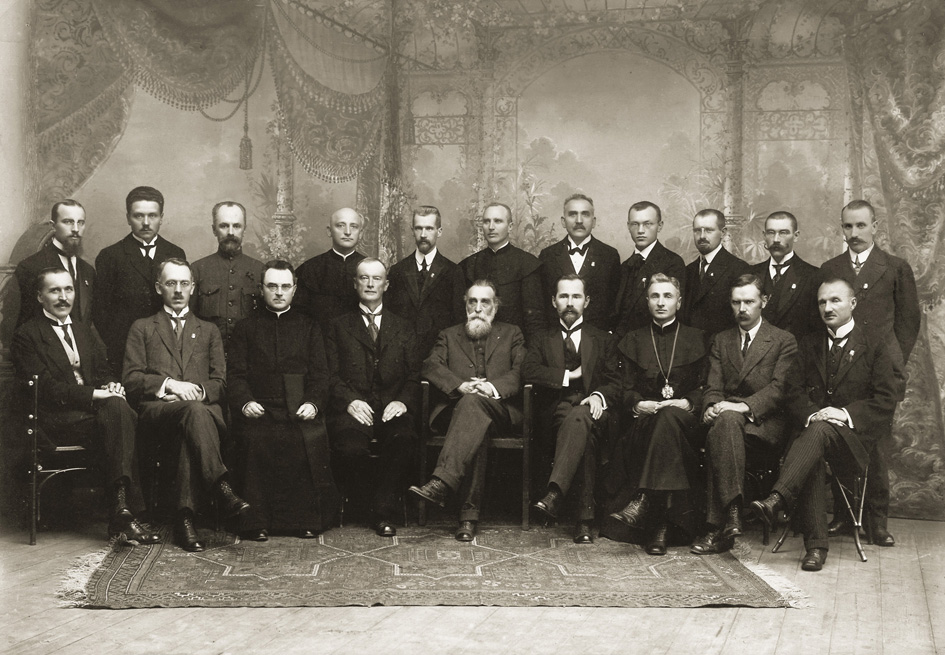
Mitglieder des Litauischen Rates von 1917, Unterzeichner der Unabhängigkeitserklärung vom 16. Februar 1918 (von links nach rechts):
Sitzend: J. Vileišis, dr. J. Šaulys, kun. J. Staugaitis, St. Narutavičius, dr. J. Basanavičius, A. Smetona, kan. K. Šaulys, Stp. Kairys, J. Smilgevičius.
Stehend: K. Bizauskas, J. Vailokaitis, Donatas Malinauskas, kun. Vl. Mironas, M. Biržiška, kun. A. Petrulis, S. Banaitis, P. Klimas, A. Stulginskis, J. Šernas, Pr. Dovydaitis.

Der Vorschlag für die Monarchie war umstritten und schuf eine Kluft zwischen rechts- und linksgerichteten Mitgliedern des Litauischen Rates. Der Vorschlag wurde am stärksten von Antanas Smetona, Jurgis Šaulys und katholischen Priestern unterstützt. Nach der Annahme der Monarchie traten vier Mitglieder des Rates aus Protest aus: Steponas Kairys, Jonas Vileišis, Mykolas Biržiška und Stanisław Narutowicz (Stanislovas Narutavičius). Petras Klimas stimmte ebenfalls dagegen, trat aber nicht zurück. Gleichzeitig nahm der Rat sechs neue Mitglieder auf: Martynas Yčas, Augustinas Voldemaras, Juozas Purickis, Eliziejus Draugelis, Jurgis Alekna und Stasys Šilingas. Die Debatte über eine konstitutionelle Monarchie anstelle einer demokratischen Republik war nicht neu. Bereits im Dezember 1917 votierte der Rat mit 15 zu 5 Stimmen dafür, dass eine Monarchie zu Litauen besser passen würde. Die Befürworter argumentierten, dass die Litauer nicht politisch reif für eine Republik seien und dass die Deutschen eine Monarchie eher unterstützen würden. Die Gegner argumentierten, dass der Rat kein Recht habe, über eine solche grundsätzliche Fragen zu bestimmen; dies obliege der künftigen verfassunggebenden Versammlung Litauens.
Die Deutschen begrüßten den neuen König nicht. Sie behaupteten, dass sie ein unabhängiges Litauen nur auf der Grundlage des Abkommens vom 11. Dezember anerkennen könnten, das ein Bündnis mit Deutschland vorsah, und dass Litauen daher nicht das Recht habe, einseitig einen neuen Monarchen zu wählen. Sie protestierten auch dagegen, dass der Litauische Rat seinen Namen in Staatsrat Litauens geändert hatte, kurz vor der Einwilligung von Mindaugas II. Der Rat gab in Absprache mit den Deutschen die Verwendung der neuen Bezeichnung auf, stand aber weiterhin zum neuen König. Die litauische Presse wurde zensiert; es war ihr nicht gestattet, Nachrichten über den neuen König zu veröffentlichen, während die deutsche Presse einstimmig die Entscheidung kritisierte. Als Lietuvos aidas, die Zeitung des Rates, sich weigerte, einen Artikel zur Denunzierung des neuen Königs abzudrucken, musste sie für einen Monat ihr Erscheinen einstellen. Die Deutsch-Litauischen Beziehungen blieben bis Oktober 1918 angespannt. Die Wahl beschädigte auch weiterhin das Ansehen des Rates, der bereits von den Ententemächten und der litauischen Diaspora als deutsche Marionette bezeichnet wurde. Die Litauer im Westen meinten, dass Litauen seine Hoffnung auf Unabhängigkeit auf die Entente und nicht auf Deutschland setzen sollte. Diese Kluft wurde tiefer und schwächte die litauischen Positionen.

## Demokratische Republik

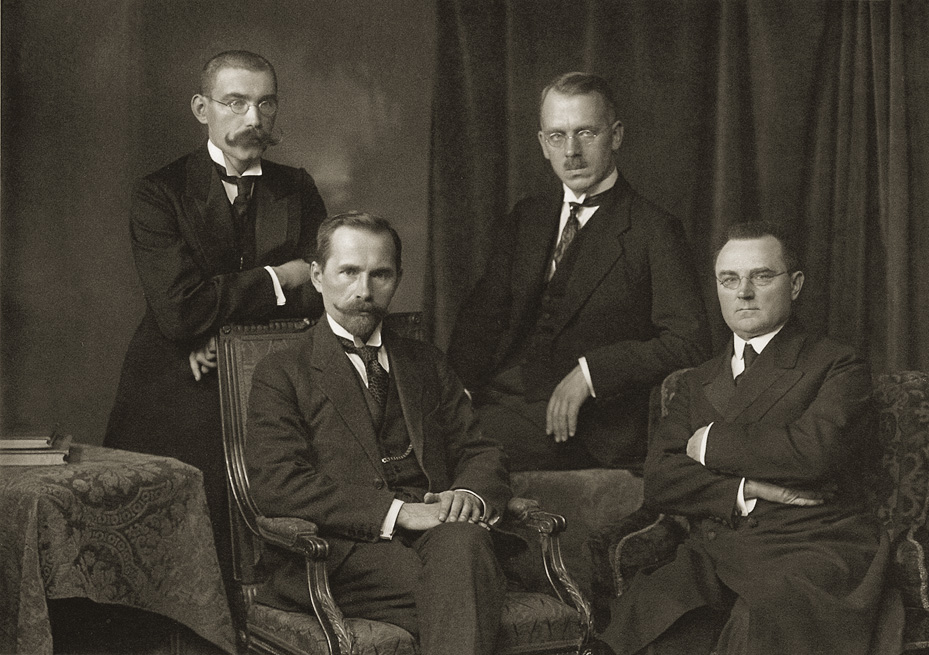
Präsidium des Litauischen Rates von 1918: Antanas Smetona, Justinas Staugaitis, Jacques Sernas und Jurgis Šaulys (von links nach rechts)

Nachdem sich Deutschlands Niederlage im Krieg abzeichnete, erhielten die Litauer mehr Handlungsfreiheit. Am 20. Oktober 1918 wiederholte der deutsche Reichskanzler Prinz Maximilian von Baden die Anerkennung des unabhängigen Litauen und versprach, die deutsche Militärverwaltung in eine zivile Regierung umzuwandeln, und dass die Litauer diese übernehmen könnten, sobald sie dazu ausreichende Möglichkeiten hätten. Nach Erhalt dieser Nachricht wurde der Litauische Rat am 28. Oktober einberufen, um über eine provisorische Verfassung und die Bildung einer Regierung zu beraten. Da vorher keine Projekte oder Entwürfe vorbereitet wurden, war es nötig, dass der Rat darüber entschied, wofür mehrere Tage eingeplant waren. Die veränderte politische Situation zwang den Rat auch, die Wahl von Mindaugas II. zurückzunehmen. Da Litauen von der Entente anerkannt werden wollte, konnte es keinen Deutschen zum König haben. Herzog Wilhelm deutete an, dass er bereit war, den Thron aufzugeben. Daher setzte der Rat am 2. November seine Einladung an Herzog Wilhelm aus, so dass die endgültige Entscheidung über die Zukunft des Landes bei der Verfassunggebenden Versammlung lag. Noch am selben Tag nahm der Rat die erste provisorische Verfassung an, in der weder von einer Monarchie noch von einer Republik die Rede war. Die Verfassung organisierte lediglich die vorläufige Regierung, bis die Verfassunggebende Versammlung eine endgültige Entscheidung dazu traf. In zukünftigen Verfassungen war von einer Monarchie keine Rede mehr.

## Ähnliche Staatsgebilde
Gegen Ende des Ersten Weltkrieges gründete das Deutsche Reich auf dem Gebiet des ehemaligen Russischen Kaiserreiches mehrere Marionettenregierungen. Diese Staaten waren jedoch weder voll unabhängig noch souverän.
- Herzogtum Kurland und Semgallen
- Königreich Finnland
- Regentschaftskönigreich Polen
- Vereinigtes Baltisches Herzogtum
- Ukrainischer Staat
- Weißrussische Volksrepublik

Durch das rasche Kriegsende gingen diese Versuche, genauso wie beim Königreich Litauen, nie über die Planungsphase hinaus.